# فادية طنب الحاج
فادية طنب الحاج مغنية لبنانية، بدأت مشوارها الغنائي بعمر 15 سنة كعازفة منفردة مع الأخوين رحباني ثم مع فرقة ساربند الألمانية. عُرف أسلوبها الغنائي بأنه أسلوب يجمع بين اللون الغربي واللون الشرقي وكان موجهًا إلى النخبة لا العامة.

## وصلات خارجية
فادية طنب الحاج على موقع ديسكوغز (الإنجليزية)